# Cal Badia (Guixers)
Cal Badia és una masia situada al municipi de Guixers, a la comarca catalana del Solsonès.